# الأمالي (الشيخ المفيد)
الأمالي كتاب باللغة العربية لمحمَّد بن محمَّد بن النعمان بن عبد السَّلام الحارثي المذحجي العكبري، المعروف بابن المعلم، والشيخ المفيد (المتوفي 413 (ق. / هجرية ورمزها. ب. ه. وليست ق لان قاف تعني قبل الميلاد)، ويشتمل على روايات أخلاقية واعتقادية وتاريخ الإسلام. أملى الشيخ المفيد هذا الكتاب على تلامذته خلال شهر رمضان لمدة سبع سنوات وفي اثنتين وأربعين جلسة، وسمّاه النجاشي باسم «‌الأمالي المتفرقات‌»؛ لأن إملائه طال من السنة 404 إلى 411 ق.

## كتابة الأمالي
ذكر أكثر من ثلاثين كتاب بعنوان «‌الأمالي‌» بين كتب التراجم مثل الشيخ الصدوق، الشيخ المفيد، الشريف المرتضى والشيخ الطوسي من أشهر هذه الكتب. الأمالي هو عبارة عن مطالب يقرؤها الأستاذ على طلابه في مجالس‌ أو في أزمنة خاصة عن ظهر القلب أو من على كتابه لتلامذته وهم كانوا يكتبونها و هذا هو السبب في تسميته بـ«‌المجالس‌» و«‌عرض المجالس‌».

## زمان ومكان المجلس
أحاديث هذا الكتاب أملي بين أول رمضان سنة 404 إلي 27 رمضان سنة 411 طوال 42 مجلسا. ولم يعقد أي جلسة في السنتين 405 و 406 لسبب غير معلوم. ويبدو أن المجالس كلها عقدت في السنة الأولى في بيت ضمرة أبي الحسن علي بن محمد بن عبد الرحمن فارسي في زيّارين في باب رياح في بغداد ونقلت المجالس في السنوات التالية إلى مسجد الشيخ المفيد في باب رياح ونتيجة لهذا النقل أصبحت المجالس أكثر عمومية.